# سیارک ۱۶۲۳۱
سیارک ۱۶۲۳۱ (به انگلیسی: 16231 Jessberger، نامگذاری:2000ES130) شانزده هزار و دویست و سی و یکمین سیارک کشف شده‌است که در ۱۱ مارس ۲۰۰۰ کشف شد.
قدر مطلق سیارک برابر ۲۱.۴ است.